# 亞瑟·薩塞
亞瑟·薩塞（英語：Arthur Sasse，1908年7月30日—1973年10月）是美國合眾國際社的一名攝影師。1948年，他的照片在布朗克斯動物園的展覽中展出。
薩塞最知名的是他拍攝的阿爾伯特·愛因斯坦伸出舌頭的照片。該照片拍攝於1951年3月14日，在愛因斯坦在普林斯頓俱樂部慶祝72歲生日之後。他拍下了這個標誌性的鏡頭，但圍繞著汽車的其他攝影師卻錯過了它。在國際新聞照片網上發表之前，薩塞的編輯們對這張照片是否合適進行了激烈的辯論。這張照片成為有史以來最受歡迎的愛因斯坦照片之一，連愛因斯坦本人也要求印製9張照片供其個人使用。
這張照片展示了愛因斯坦的「瘋子教授」和俏皮的一面，而不是許多人認為的他的嚴肅一面。
這張照片變得大受歡迎，並被廣泛複製在海報和貼紙上。原始照片以72,300美元的價格被拍賣，成為有史以來最昂貴的愛因斯坦照片。